# Edmond van Eetvelde

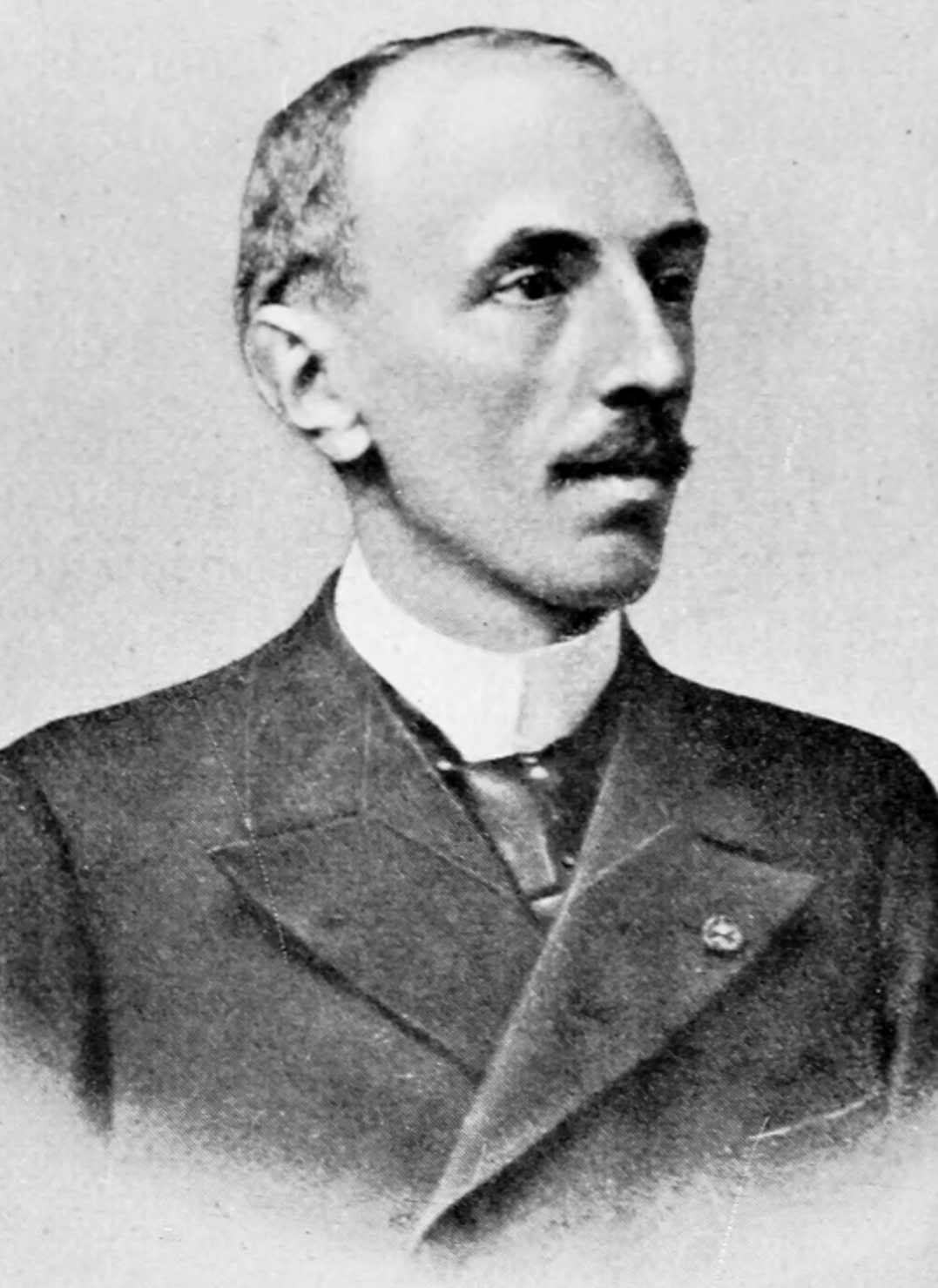
Edmond van Eetvelde

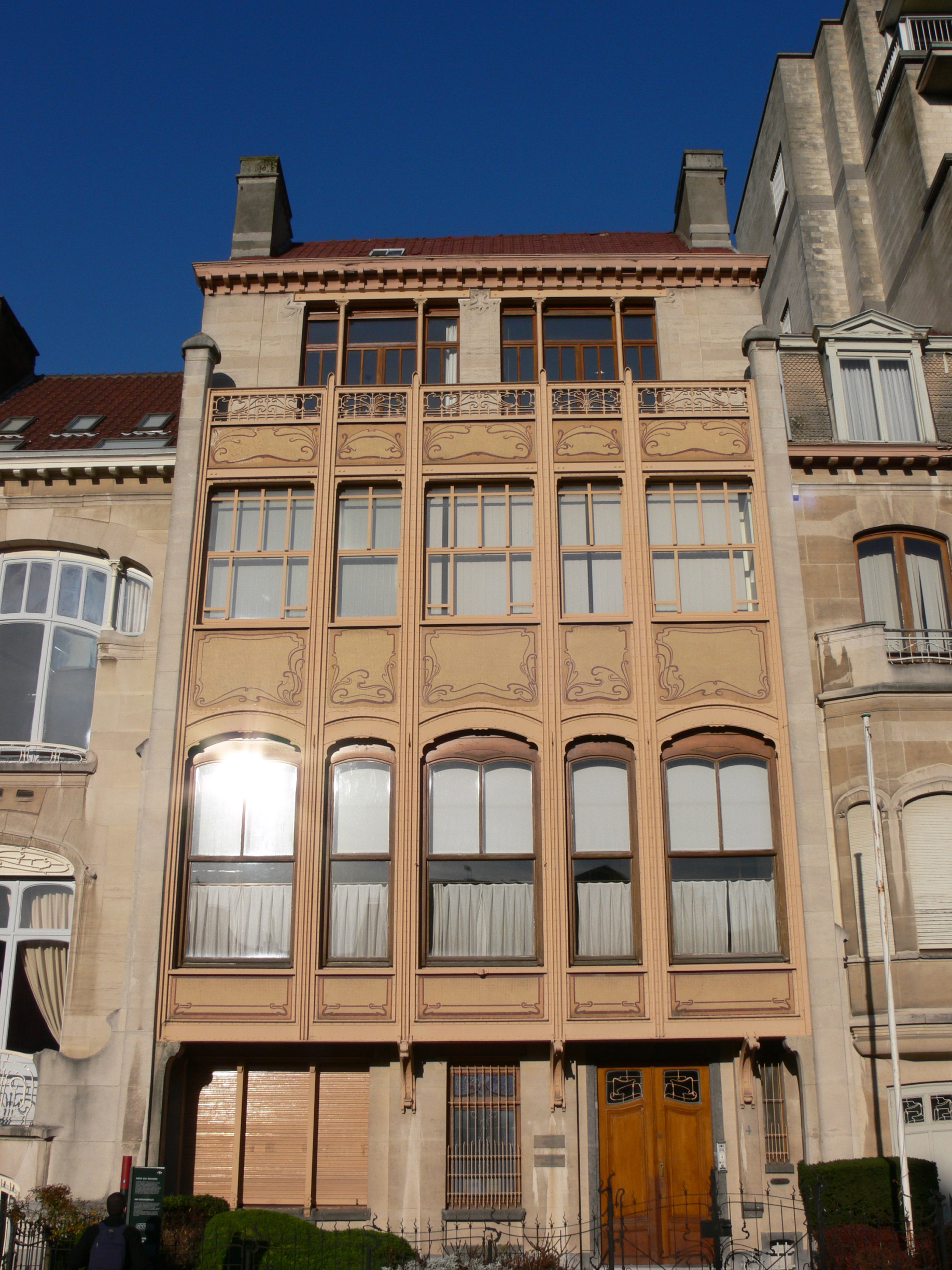
Het hotel van Eetvelde (1897) in Brussel

Stanislas Marie Léon Edmond baron van Eetvelde (Postel, 21 april 1852 – Brussel, 8 december 1925) werd een van de naaste medewerkers van de Belgische koning Leopold II van België, in diens hoedanigheid van hoofd van de Vrijstaat Congo. Zijn naam is ook bekend vanwege zijn woning, het Hotel van Eetvelde, ontworpen door Victor Horta en ingeschreven op de werelderfgoedlijst van de UNESCO.

## Levensloop
De Franstalige familie Van Eetvelde was afkomstig uit Aalst. Zijn ouders, Antoine van Eetvelde en Joséphine t'Kint, verhuisden naar Mol, waar Antoine rentmeester werd voor de familie de Broqueville en de directie nam van een belangrijk project van heideontginning en winning van witzand. Na lagere school te hebben gevolgd, volbracht Edmond de humaniora aan het atheneum van Luik en trok vervolgens naar het Institut supérieur du Commerce in Antwerpen, waar hij in 1871 het einddiploma verwierf, met grootste onderscheiding.
Dit leverde hem een reisbeurs op. Hij trok naar China met de bedoeling de mogelijkheden te onderzoeken voor de Belgische handel met dit land. In oktober 1871 vertrok hij vanaf Marseille, om in januari 1872 in Shanghai aan te komen.
Na zes maanden stuurde hij al een eerste omstandig rapport, gevolgd door andere, waarbij hij er onder meer de nadruk op legde dat België zich moest aanbieden om in China spoorwegen aan te leggen.
Einde 1873 verzaakte Van Eetvelde aan verder gebruik van de reisbeurs en werd ambtenaar bij de Chinese douane, eerst in Peking, vervolgens in Kanton. Hij kwam er in hoog aanzien te staan bij zijn superieuren.
Tegen het einde van 1877 was hij terug in België en bezorgde aan de minister van Buitenlandse Zaken een omstandig rapport waarin hij zijn zes jaar ervaring in China beschreef.

## In dienst van Kongo-Vrijstaat
In april 1878 werd hij consul-generaal benoemd in Calcutta en vervolgens in Bombay. Hij stuurde naar Brussel heel wat rapporten over diverse economische thema's en ze werden vaak gepubliceerd in de Recueil consulaire.

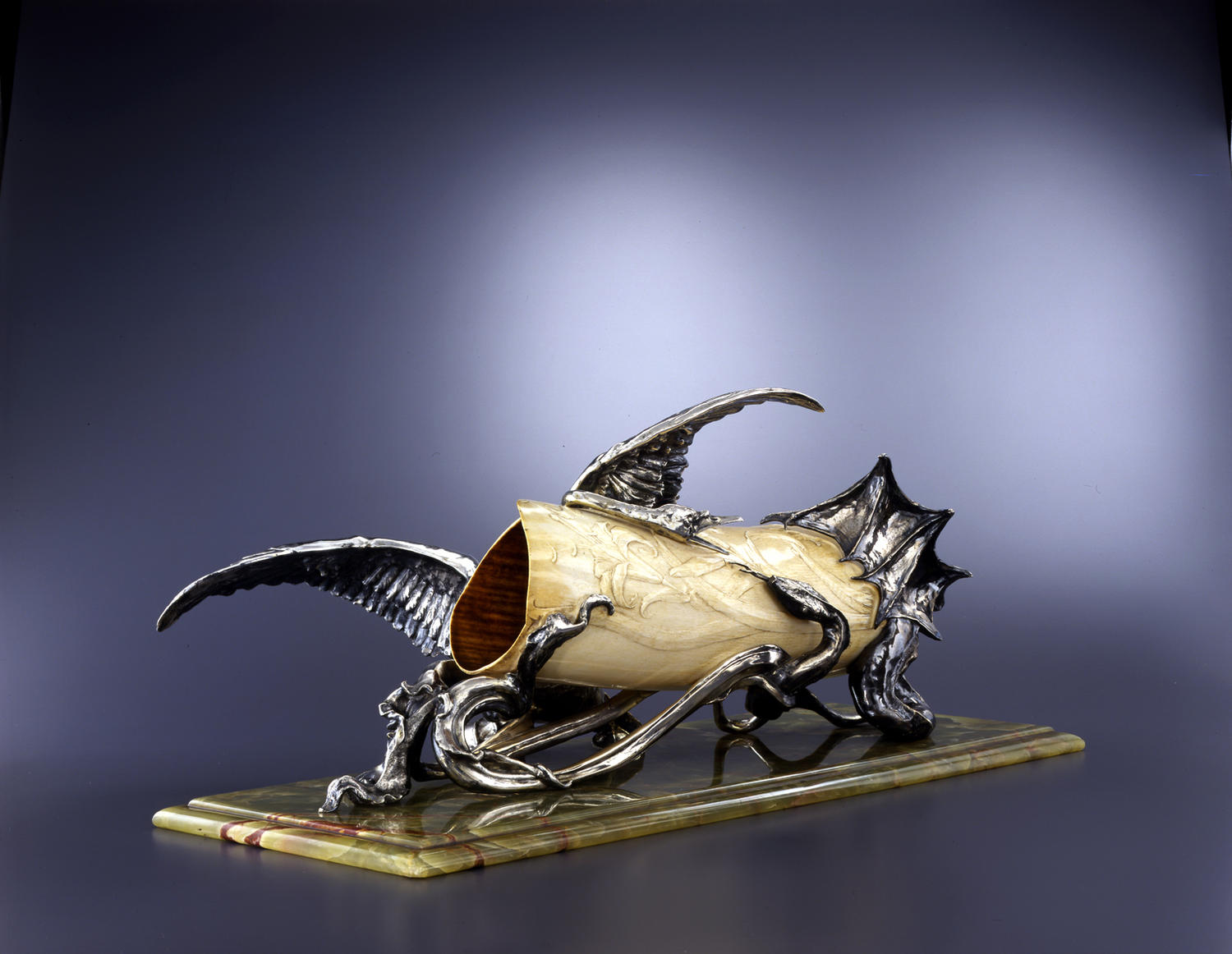
Beschaving en Barbarij door Philippe Wolfers werd gegeven aan Edmond van Eetvelde tijdens de Wereldtentoonstelling in Brussel. Dit als geschenk voor zijn diensten bij de Congostaat.

Het klimaat in India beviel hem niet en vanwege gezondheidsproblemen keerde hij in 1884 naar België terug.
Hij werkte er eerst op het ministerie van Buitenlandse Zaken, maar in mei 1885 werd hij, op voorstel van zijn minister, J. de Caraman Chimay, door koning Leopold II benoemd tot administrateur-generaal voor Buitenlandse Zaken ten dienste van de Vrijstaat Congo.
Na een bescheiden begin werd hij, losgemaakt van de Belgische diplomatie, bij de gezagdragers van de vreemde mogendheden bekend en gewaardeerd.
Van Eetvelde raakte betrokken bij allerhande diplomatieke onderhandelingen. Eerst waren het de delicate onderhandelingen met Frankrijk in 1886-1887 die leidden tot de Conventie van 29 april 1887, waarbij de rivier Ubangi als grens werd vastgesteld tussen de Franse kolonies en de Vrijstaat Kongo. Hij was ook bestendig in onderhandelingen met de Heilige Stoel, teneinde de Congolese missies uitsluitend onder de bevoegdheid van Belgische congregaties geplaatst te zien.
In het moederland zette hij zich in om de religieuze orden en congregaties aan te moedigen zich om de missionering in Congo te bekommeren. Hij deed, met de goedkeuring van de koning, in de eerste plaats beroep op de Congregatie van Scheut, van wie hij een aantal leden had leren kennen en bewonderen tijdens zijn verblijf in China.
Alhoewel Auguste Lambermont nog altijd de voornaamste raadgever bleef van Leopold II, werd Van Eetvelde belast met sommige onderhandelingen. Zijn administratieve en organisatorische opdracht was bijzonder belangrijk. Hij had onder zijn attributies, niet alleen de buitenlandse zaken, maar ook justitie (rechtbanken en rechterlijke organisatie), erediensten, burgerlijke stand en posterijen (organisatie van de post en van de telegrafie). Dit betekende het op het getouw zetten van een wetgeving en regelgeving, waar hij alles vanaf het niets moest opbouwen.
Hij was ook betrokken bij de algemene administratie van de Vrijstaat, als lid van de Koninklijke Raad, een informeel orgaan, dat na 1890 verdween. In 1889-1890 nam hij deel, als vertegenwoordiger van de Vrijstaat, aan de conferentie tegen de slavernij die in Brussel plaatsvond.
Stilaan verzuurden zijn relaties met het Belgisch ministerie van Buitenlandse Zaken, meer bepaald met Émile Banning. In 1891-92 kwam het tot een breuk, naar aanleiding van de nieuwe economische politiek die de koning voor de Vrijstaat in gang zette. Oorspronkelijk zocht Leopold vooral de exploitatie te verzekeren van de staatsdomeinen, meer bepaald de oogst van rubber en ivoor. Dit was de activiteit die hem was aanbevolen door Camille Coquilhat, administrateur-generaal voor binnenlandse zaken in de Vrijstaat. De koning had in 1889 een decreet in die zin ondertekend, waarbij monopolies werden toegekend ten gunste van de Vrijstaat. In de praktijk werd dit echter niet streng doorgevoerd, want de koning had de Belgische regering nodig (bij wij hij aanzienlijke leningen aanvroeg), het Belgische grootkapitaal (dat eigen activiteiten in Congo ontplooide), de publieke opinie (die monopolies niet gunstig gezind was) en de buitenlandse mogendheden (van wie hij wijzigingen aan het Verdrag van Berlijn wilde bekomen).
Pas vanaf 1891 besliste de koning om het principe van staatsmonopolies op beslissende wijze toe te passen. Bij het realiseren hiervan nam hij Van Eetvelde als zijn naaste medewerker. Nadat Coquilhat in juni 1890 naar Congo vertrokken was, werd Van Eetvelde bijkomend belast met het departement Binnenlandse Zaken. De koning was zo over hem tevreden, dat hij besliste hem van zijn andere taken te ontlasten en hem uitsluitend in te zetten voor de binnenlandse zaken, een departement dat belast was met de economische politiek. Voor de 'buitenlandse zaken' werd hij opgevolgd door de Belgische diplomaat Edouard Degrelle-Rogier. Meteen verleende de koning aan zijn administrateurs-generaal de titel van Staatssecretaris.
De eerste op punt te stellen idee van de koning was dat alle braakliggende grond eigendom was van de overheid (van de koning dus), waarbij de opbrengst uiteraard aan dezelfde tegoed kwam. Van Eetvelde was het daar niet helemaal mee eens, maar hij onderwierp zich aan de onwrikbare wil van de koning.
Hij ondertekende de geheime bevelen die hieromtrent aan de plaatselijke administrators in Congo werden gegeven. Hij was de hoofdorganisator voor de concrete uitvoering, eerst in een paar provincies, weldra voor het hele grondgebied.
Bepaalde gebieden werden in concessie gegeven aan privévennootschappen, zoals de beruchte Société anversoise du commerce au Congo. Dit werd door Van Eetvelde onderhandeld, hoofdzakelijk met Antwerpse kapitaalkrachtige personen (Alexis Mols (1853-1923), Alexandre de Browne de Tiège, Maurice de Ramaix, Arthur Van Den Nest etc.) en met een paar Britten zoals kolonel North (eigenlijk een stroman voor Leopold zelf). Dit gebeurde in het nadeel van bestaande handelsvennootschappen. Dit was vooral het geval voor de vennootschappen die geleid werden door Albert Thys. Eerst richtten ze vergeefs hun bezwaren tot de Vrijstaat om zich vervolgens tot de Belgische staat te wenden en tevens de pers en de publieke opinie voor hun stellingen warm te maken.
Van Eetvelde kende toen een zware periode, tijdens dewelke hij de argumenten van de privévennootschappen moest weerleggen, antwoorden moest geven aan de Belgische regering en de belangen van de Vrijstaat moest verdedigen tegenover de pers. Hij nam hierin de plaats in van de koning, die zich niet zelf in deze discussies kon mengen. Van Eetvelde volbracht zijn opdracht met grote strijdlust. Hij trok zelf ten aanval en gaf in augustus 1892 aan de pers een interview waarin hij hevig te keer ging tegen de Société du Haut-Congo.
Het belette niet dat hij in zijn confidentiële besprekingen met de koning pleitbezorger werd voor de vennootschappen en aandrong dat ze, naast het staatsmonopolie, voldoende ruimte zouden krijgen voor de ontwikkeling van hun handelsactiviteiten. De koning had daar geen oren naar. En publiek moest Van Eetvelde wel de koninklijke stellingen verdedigen, zodat hij weldra de naam kreeg de kwade geest te zijn die achter de koning schuilging en de gevoerde politiek inspireerde. Hij kreeg zware persoonlijke aanvallen te verduren en werd er erg door getroffen. Einde juli 1892 bood hij zijn ontslag aan bij de koning, die het weigerde en hem integendeel nog meer verantwoordelijkheden gaf.
Verschillende van de raadgevers van de koning hadden partij getrokken voor de privévennootschappen en hij vergaf het hun niet. August Beernaert, Lambermont, Banning, Camille Janssen verdwenen geheel of gedeeltelijk uit de koninklijke entourage en het departement Financiën dat door Janssen was geleid, werd voortaan aan Van Eetvelde toevertrouwd, die het cumuleerde met het departement Binnenlandse Zaken. Hij kon voortaan de opbrengst van de domaniale goederen nog beter organiseren. Korte tijd daarop, vanaf 1895, bleek welke uitzonderlijke winsten hier uit voortvloeiden, vanwege de plotse belangstelling voor en prijsstijging van de rubber.
Van Eetvelde had begin 1891 nog geen weet van de uitzonderlijke rijkdom die weldra zou tevoorschijn komen. In zijn briefwisseling met de koning, werd rubber niet eens vernoemd en werden als winstgevende producten vermeld: hout, kalk, mijnertsen en ivoor.
Van Eetvelde zag de ontwikkeling op de lange termijn eerder in de plantages die de staat volgens hem moest ontwikkelen. Dit kan men betitelen als de persoonlijke politiek die Van Eetvelde voerde, ook al gebeurde ze met de goedkeuring van de koning. Vooral de plantages die zich toelegden op tropische culturen, steunde hij nadrukkelijk.
Vanaf 1892 besteedde hij veel energie aan het oprichten van die plantages, waarvoor hij aanzienlijke financiële middelen ter beschikking stelde en ter plekke de staatsagenten aan het werk zette om plantages te beginnen voor koffie, cacao, katoen en tabak. Ook na het enorme succes van de rubberexploitatie bleef hij de plantages verder ontwikkelen, want, zo zegde hij, er zal een tijd komen dat er minder rubber zal zijn, en het is de landbouw die de toekomst zal verzekeren.
De resultaten van zijn inspanningen waren niet altijd even gunstig. Hij had met grote moeilijkheden af te rekenen. De staatsdiensten die zich met de landbouw inlieten, waren niet van grote kwaliteit en onderbemand. Ze betekenden dan ook onvoldoende een steun voor de agenten op het terrein die slechts minder doeltreffend hun taak vervulden. Wat niet belet dat er enkele uitzonderlijke realisaties tot stand kwamen.
Ook al was hij niet meer belast met het departement Buitenlandse zaken, speelde hij er nog af en toe een rol in. In juli 1892 ontstond een hevige diplomatieke rel tussen de Vrijstaat en Groot-Brittannië. Londen had lucht gekregen van de expeditie Van Kerckhoven in de Nijlvallei, die tot de Britse invloedszone behoorde, en eiste de onmiddellijke terugtrekking ervan. Leopold II argumenteerde dat hij in 1890 vergunning had gekregen vanwege de British East Africa Company (volgens hem door de Engelse regering bijgetreden) om in de Nijlvallei een vestiging te openen.
Het dispuut had vooral als voorwerp het feit dat de vestiging vanwege de Vrijstaat, in geval van stopzetting, een recht op aankoop gaf aan Frankrijk. Zoiets konden de Britten niet aanvaarden.
Van Eetvelde moeide er zich mee en formuleerde het voorstel waarbij Engeland een gebied binnen de Nijlvallei zou in huur geven aan de Vrijstaat Congo, zodat ze haar soevereiniteit behield. Zo kon er nooit sprake van zijn dat Frankrijk de soevereiniteit zou bekomen. Het zou een tijd aanslepen, maar op 12 april 1894 werd het akkoord hierover, op bemiddeling van Van Eetvelde, gesloten. Nadien werd hierover nog druk onderhandeld tussen Groot-Brittannië, Duitsland, Frankrijk en de Vrijstaat en het akkoord werd grotendeels teruggeschroefd, zodat er voor de Vrijstaat alleen nog de zogenaamde 'Enclave van Lado' overbleef.
In augustus 1894 werd graaf Degrelle-Rogier Belgisch ambassadeur in Den Haag. Van Eetvelde nam onmiddellijk het departement Buitenlandse Zaken over, zodat de Vrijstaat voortaan een regering had die bestond uit één man, die de drie bevoegdheden cumuleerde. Leopold II bevestigde dit door een decreet waarbij de Vrijstaat geplaatst werd onder de leiding van een enkele Staatssecretaris.
De verdeling in drie departementen werd behouden, met aan het hoofd telkens een secretaris-generaal (Liebrechts voor Binnenlandse zaken, de Cuvelier voor Buitenlandse zaken en Hubert Droogmans voor Financies), onder de algemene leiding van de staatssecretaris, die als het ware de 'eerste minister' van de Vrijstaat werd, die echter geen verantwoording verschuldigd was aan een parlement maar uitsluitend aan het staatshoofd, Leopold.
Tijdens de vier jaar dat hij dit ambt vervulde had hij zich met aanzienlijke problemen in te laten:
- De overname van Congo door de Belgische Staat. Van Eetvelde was daar een warm voorstander van, en dit in overeenstemming met de wensen van Leopold II. In 1894 ging de Belgische regering akkoord met de overname, maar het jaar daarop, gelet op de plotse ommekeer die de Vrijstaat zeer winstgevend begon te maken, veranderden zowel Leopold II als Van Eetvelde van gedacht en werd de overname hierdoor op de lange baan geschoven.
- Leopold II had plannen om aan de Vrijstaat Congo nog een grotere uitbreiding te geven, onder meer in het Nijlgebied en in de richting Khartoem. Van Eetvelde bleef zich hiertegen sterk verzetten, omdat hij dit nadelig vond voor het voortbestaan van de Vrijstaat en oorlog met de grote mogendheden kon betekenen. Leopold bleef zijn plannen koppig koesteren, maar uiteindelijk kwam er niets van terecht.
- De zaak Stokes-Lothaire (de Britse wapenhandelaar Stokes was door de soldaat Lothaire terechtgesteld), die een zware diplomatieke rel werd, luidde het begin in van de anti-Congolese campagne in Engeland. In 1897 reageerde Van Eetvelde op deze campagne op twee punten. Hij verklaarde: Het procedé is duidelijk. Men wil de Vrijstaat Congo in moeilijkheden brengen in Afrika en in Europa, door geïsoleerde feiten op te blazen en, onder het mom van filantropie, de overname van het territorium te realiseren. Daarbij onderstreepte hij dat, als er misbruiken voorkwamen in Congo, het enkel om individuele gevallen ging, waar de Vrijstaat met alle macht tegen inging en onverbiddelijk de verantwoordelijken strafte. Uit onder meer de zaak Léon Fiévez bleek eerder het tegendeel: wantoestanden leidden hoogstens tot een overplaatsing.

Van Eetvelde was, naast de man van de economische exploitatie, ook die van de 'beschavingsmissie' gericht op de inlandse bevolking. In zijn visie moest het ondersteunen en ontwikkelen van de bevolking vooral door de werking van de missionarissen gebeuren. Hij zette zich bestendig in om bijkomende congregaties taken in Congo te doen opnemen en zorgde voor aanzienlijke financiële steun.
In 1897 kende de Koloniale Expositie in Tervuren, die Van Eetvelde had gewild, een aanzienlijk succes. Bij die gelegenheid zorgde de koning ervoor dat Van Eetvelde werd opgenomen in de erfelijke adel, met de titel baron, overdraagbaar bij eerstgeboorte.
Van Eetvelde was al die jaren een workaholic geweest en dit moest zich vroeg of laat wreken. In juli 1898 werd hij getroffen door een zware zenuwinzinking die hem tot ziekteverlof verplichtte. Het was de koning zelf die het interim op zich nam en er duidelijk zin in kreeg om alles zelf te beredderen. Toen Van Eetvelde in staat bleek om opnieuw aan het werk te gaan, deed hij dat niet, maar bood in oktober 1900 ontslag aan, dat door de koning aanvaard werd. In februari 1901 benoemde Leopold II hem tot Minister van Staat van de Vrijstaat Congo.

## Nadagen
Van Eetvelde had nog een kwarteeuw te leven, wat hij voortaan in de luwte deed, zonder echter volledig te verdwijnen.
Hij bleef een officieuze raadgever van de koning, die hem over talrijke zaken raadpleegde. Hij zette hem ook in om hem te vertegenwoordigen in sommige van zijn financiële ondernemingen. In 1901 benoemde hij hem tot bestuurder van de Société Générale Africaine, waar hij in 1903 voorzitter van werd. In 1902 deed hij hem benoemen tot voorzitter van de Compagnie des Chemins de fer des Grands Lacs, waar baron Édouard Empain de bezielende kracht van was. Hij bleef dit voorzitterschap twintig jaar uitoefenen.
Hij bleef ook een van de vaste onderhandelaars namens de koning. 
- Samen met Hubert Droogmans onderhandelde hij langdurig met Robert Williams, wat op 22 oktober 1905 leidde tot een conventie, waaruit het jaar daarop de Union Minière du Haut-Katanga tot stand kwam.
- Gedurende zes jaar, van 1900 tot 1906, onderhandelde hij opnieuw met Groot-Brittannië over de Nijlvalei. Het resultaat dat hij in deze onderhandelingen ten voordele van de Vrijstaat bereikte, was niet onbelangrijk, maar gaf geen voldoening aan de koning, die de contacten met Van Eetvelde afbrak. Pas enkele weken voor zijn dood in 1909, zou de koning op een koninklijk bal een korte woordenwisseling hebben met zijn vroegere vertrouwensman.

## In de financiële sector
Na 1906 kon Van Eetvelde zich vrijer wijden aan een carrière in de financiële wereld, die hij enkele jaren voordien voorzichtig had aangevat. Naast de functies die hij op initiatief van de koning vervulde, was hij:
- voorzitter van de Caisse hypothécaire d'Égypte (1905),
- voorzitter van de Compagnie immobilière et agricole du Canada (1906),
- voorzitter van de Société hypothécaire du Canada,
- bestuurder (1905-1914) en vicevoorzitter (1914) van de Bank van Brussel,
- bestuurder van de Société parisienne pour l'industrie des chemins de fer et des tramways électriques (groep Empain),
- bestuurder van de Société de minoteries et d'élévateurs à grains (groep Bunge),
- vicevoorzitter van de Banque Belge pour l'Etranger.

Hij bleef vooral nauw betrokken bij de Compagnie des Chemins de Fer du Grand Lac, die bij zijn overlijden de grootste lof overhad voor wat hij voor de vennootschap en voor Congo had betekend.

## Politiek
In 1912 overwoog hij een mandaat van liberaal senator te ambiëren, wat uiteindelijk niet doorging. Hij behoorde tot de zeer gematigde vleugel van de Liberale Partij. Dit belette niet dat hij goede relaties had met prominente leden van de katholieke partij, onder meer met Charles Woeste en vooral met Charles de Broqueville.
Doordat hij geen uitgesproken politieke kleur droeg, had de koning hem herhaaldelijk met delicate opdrachten belast, onder meer bij leden van het Belgisch episcopaat.
Tijdens de Eerste Wereldoorlog verbleef hij in Engeland.

## Privé
Van Eetvelde trouwde in 1885 in Aalst met Esther Livionnois (1864-1919). Het echtpaar kreeg drie kinderen. Hun zoon Emile van Eetvelde (1890-1970) trouwde in Mol in 1912 met Marie-Thérèse de Bellefroid (1891-1968). Ze kregen zes kinderen, met afstammelingen tot heden.
Edmond van Eetvelde stierf in Brussel en werd zonder vertoon begraven in Mol. Op de begrafenis werd de grafrede uitgesproken door Charles de Broqueville.